# Serrat de Ferrerons
El Serrat de Ferrerons és una muntanya de 934 metres que es troba al municipi de Moià, a la comarca del Moianès.